# Gäck
Gäck, Trichosea ludifica, är en sällsynt fjärilsart som först beskrevs av Carl von Linné 1758. Gäck ingår i släktet Trichosea, underfamiljen Pantheinae och familjen nattflyn, Noctuidae. Underfamiljen Pantheinae är alternativt sedd som en egen familj, Pantheidae, med det svenska namnet klosterflyn. Den är i Sverige rödlistad  som nationellt utdöd, RE, då de senaste fynden av arten i landet är från 1850-talet. Den har gått starkt tillbaka eller försvunnit även från andra områden där den tidigare förekom. Arten finns fortfarande kvar i Finland men är där rödlistad i kategorin Sårbar, VU. Annars är dess återstående utbredning främst bergiga områden i centrala Europa, som Bayern i Tyskland och bergsområdet Sudeterna i gränstrakterna mellan Polen och Tjeckien.

## Kännetecken
Honan är något större än hanen, med en vingbredd på 42-45 millimeter mot hanens vingbredd på 37-41 millimeter. Fjärilens utseende är karaktäristiskt, den har grönvitaktiga och svartmönstrade framvingar med en tydlig ringfläck och en lite utsträckt njurfläck med vingfjäll som har en lite pärlemorlik lyster. Bakvingarna saknar svarta fläckar är lite mer vitaktiga än framvingarna på den yttre halvan, den inre halvan av bakvingarna är däremot vackert gulaktig. Vingribborna på bakvingarna är gråaktiga. Honan har gråare bakvingar än hanen. Bakkroppen är gulhårig och har i mitten en rad med svarta fläckar.

## Levnadssätt
Fjärilens larvutveckling är knuten till rosväxter, framförallt rönn och äpple. Björk, päron, körsbär, hägg, slån, hagtorn och sälg är andra värdväxter som har uppgivits för arten i litteratur. Dock finns det uppgifter från Finland om att larver uppfödda i fångenskap inte har velat äta blad från sälg. Det tar 5-7 veckor för larven att bli redo att förpuppa sig. I det sista stadiet innan förpuppningen är larven 40-45 millimeter lång. Larven är hårig och påminner en aning om gräselefantens larv. Övervintringen sker som puppa, i en skyddande kokong. Flygtiden för arten börjar omkring midsommar och varar juni ut. I de sydligare delarna av utbredningsområdet kan fjärilen dock ha två generationer per år. Den andra generationen flyger då i augusti eller september. Fjärilarna är nattaktiva, på dagen vilar de på trädstammar eller grenar.